# Ночь в осаде
«Ночь в осаде» (англ. Trauma Center; дословный перевод — Травматологический пункт) — американский фильм-боевик с элементами триллера, с Брюсом Уиллисом и Никки Уилан в главных ролях. Премьера в США состоялась 6 декабря 2019 года. Это третья по счёту полнометражная лента режиссёра Мэтта Эскандари.

## Сюжет
Официантка по имени Мэдисон Тэйлор (Никки Уилан), находясь в Сан-Хуане в Пуэрто-Рико, попадает под перекрёстный огонь двух корумпированных полицейских Пирса (Тито Ортис) и Талла (Тексас Бэттл). Придя в себя в травматологическом отделении местной больницы, она узнаёт, что стала свидетелем преступления и должна дать показания в суде. В качестве охраны к ней приставлен уже немолодой лейтенант Стив Уэйкс (Брюс Уиллис). Под покровом ночи в больницу проникают Пирс и Талл с целью завершить начатое, и между ними и Мэдисон стоит только ветеран полиции Уэйкс.

## В ролях
- Брюс Уиллис — лейтенант Стив Уэйкс
- Никки Уилан — Мэдисон Тэйлор
- Тито Ортис — детектив Пирс
- Тексас Бэттл — сержант Талл
- Стив Гуттенберг — доктор Джонс